# Tomatlán, Veracruz
Tomatlán là một đô thị thuộc bang Veracruz, México. Năm 2005, dân số của đô thị này là 6250 người.